# D'Audiffret-Pasquier

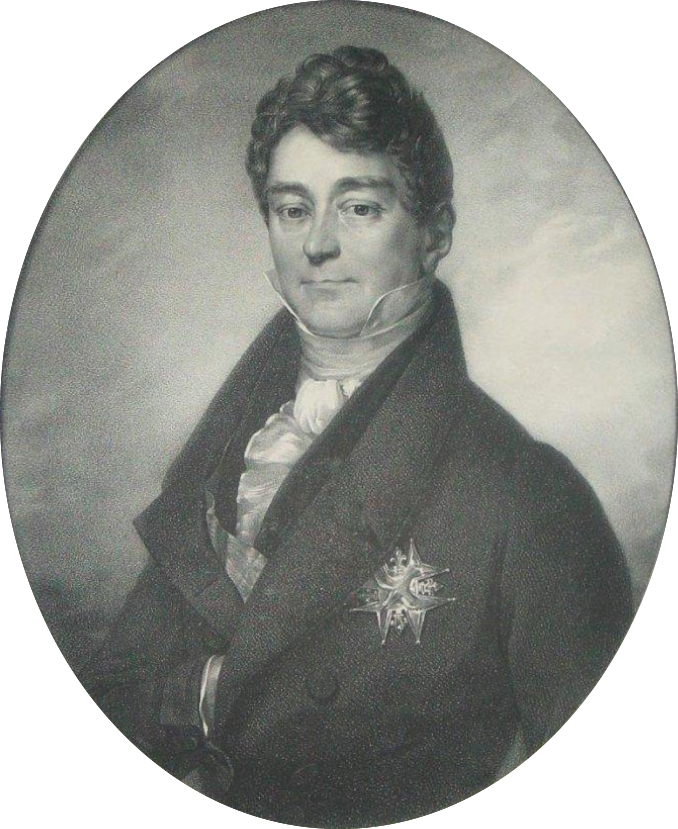
Étienne-Denis hertog Pasquier (1767-1862)

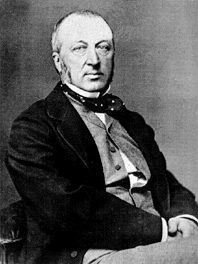
Edmé 1e hertog d'Audiffret-Pasquier (1823-1905)

D'Audiffret-Pasquier is een Frans, van oorsprong Spaans geslacht waarvan het hoofd de titel van hertog draagt.

## Geschiedenis
De stamreeks begint met Marcellin Audiffret die in 1455 in Barcelona wordt vermeld. Een nazaat, Florimont Louis graaf d'Audiffret (†1789), trouwde met Gabrielle Zoë Pasquier, nicht van Étienne-Denis Pasquier (1767-1862). Deze laatste, baron de l'Empire en voorzitter van de Kamer van pairs en minister van Buitenlandse Zaken van Frankrijk, werd op 16 december 1842 verheven tot hertog (diploma van 3 februari 1843); die verheffing gebeurde onder de bepaling dat de titel kon worden overgedragen aan zijn aangetrouwde neef (die hij geadopteerd had). Die overdracht van de hertogstitel vond plaats na het overlijden van Pasquier op de zoon van het echtpaar Audiffret-Pasquier waarna Edmé de eerste hertog d'Audiffret-Pasquier (1823-1905) werd. De eerste hertog was voorzitter van de Nationale Vergadering en van de Franse senaat. Daarna werd de familienaam d'Audiffret-Pasquier aangenomen

## Enkele telgen
Florimont Louis graaf d'Audiffret (†1789); trouwde met Gabrielle Zoë Pasquier, nicht van Étienne-Denis hertog Pasquier (1767-1862)
- Edmé 1e hertog d'Audiffret-Pasquier (1823-1905), voorzitter van de Nationale Vergadering en van de Franse senaat, lid van de Académie Française, geadopteerd door Étienne-Denis hertog Pasquier 
  - Denis markies d'Audiffret-Pasquier (1856-1904), burgemeester van Saint-Christophe-le-Jajolet
    - Etienne 2e hertog d'Audiffret-Pasquier (1882-1957), ondernemer, gedeputeerde voor Orne (departement)
      - Denys 3e hertog d'Audiffret-Pasquier (1913-1999), burgemeester van Saint-Christophe-le-Jajolet
        - Etienne 4e hertog d'Audiffret-Pasquier (1951-2001)
          - Xavier 5e hertog d'Audiffret-Pasquier (1988)

    - Anne d'Audiffret-Pasquier (1889-1979); trouwde in 1913 met Charles graaf de Liedekerke (1879-1965), Belgisch legatiesecretaris